# 조게정
조게정(上下町)은 일본 히로시마현의 중동부에 위치했던 정으로, 고누군에 속했다. 2004년 4월 1일에 히로시마현 후추시로 합병(편입합병)되었다. 에도 시대에는 옛 이와미 은광에서 세토나이카이로 향하는 은광 가도의 역참 마을 중 하나로 환전상 등 금융업으로 번창했다.

## 역사
- 1889년 4월 1일 - 정촌제 시행에 수반해 고누군 조게촌이 성립하였다.
- 1897년 5월 7일 - 정으로 승격해 조게정이 되었다.
- 1954년 3월 31일 - 4개의 촌이 신설합병해, 새로운 조게정이 성립하였다.
- 2004년 4월 1일 - 조게정이 후추시에 합병(편입합병)되었다.

## 교통

### 철도
- 서일본 여객철도 후쿠엔선

### 도로
- 국도 제432호선 (일본)(일본어판)